# Manasota Key
Manasota Key es un lugar designado por el censo ubicado en el condado de Charlotte en el estado estadounidense de Florida. En el Censo de 2010 tenía una población de 1.229 habitantes y una densidad poblacional de 154,52 personas por km².

## Geografía
Manasota Key se encuentra ubicado en las coordenadas 26°55′27″N 82°21′10″O / 26.92417, -82.35278. Según la Oficina del Censo de los Estados Unidos, Manasota Key tiene una superficie total de 7.95 km², de la cual 2.71 km² corresponden a tierra firme y (65.97%) 5.25 km² es agua.

## Demografía
Según el censo de 2010, había 1.229 personas residiendo en Manasota Key. La densidad de población era de 154,52 hab./km². De los 1.229 habitantes, Manasota Key estaba compuesto por el 98.21% blancos, el 0.08% eran afroamericanos, el 0.41% eran amerindios, el 0.24% eran asiáticos, el 0% eran isleños del Pacífico, el 0.24% eran de otras razas y el 0.81% pertenecían a dos o más razas. Del total de la población el 1.3% eran hispanos o latinos de cualquier raza.